# كل العالم
كل العالم هو كتاب مصور للأطفال صدر عام 2009 من تأليف ليز جارتون سكانلون ورسم مارلا فرازي. الكتاب الثاني لسكانلون، نال استحسان النقاد وحصل على جائزة كالديكوت الشرفية في عام 2010.

## الملخص
يحكي الكتاب عن مجموعة من أفراد العائلة والأصدقاء في مجتمع ساحلي من الصباح حتى الليل،  ويوضح أهمية أكبر وأصغر لحظات في الحياة.

## الاستقبال

### ما قبل الإصدار
قبل شهرين من صدوره، كتب دانيال كراوس من مجلة بوكليست : "تستخدم سكانلون إيقاعًا ممتعًا للانتقال من تفاصيل الحياة الطبيعية إلى مفاهيم أكثر وجودية.... يجب على البالغين الاستمتاع بهذا أيضًا، الأمر الذي لن يؤدي إلا إلى زيادة شعبيته في الشهر التالي كان كتاب كل العالم موضوع مراجعة مميزة بنجمة في كيركس ، والتي خلصت على هذا النحو: "في وقت واحد تهويدة وأغنية حب منعشة للطبيعة والعائلات والترابط."

### ما بعد الإصدار
عند نشره، قالت جينيفر إم براباندر من مجلة هورن بوك : "يتميز نص سكانلون ببساطة مناسبة للأطفال تذكرنا بمارغريت وايز براون التي تبني حولها الرسوم التوضيحية لفرازي سردًا مُرضيًا.... سيفوز كتاب كل العالم بالجماهير من خلال حساسية خالدة وحديثة تمامًا." في نشرة مركز كتب الأطفال ، أشادت ديبورا ستيفنسون بعمل فرازي ووصفت القصة بأنها "احتفال مؤثر وسهل الوصول إليه بشعر الحياة البشرية العادية". 
قال أندرو باست في مراجعة كتاب نيويورك تايمز الكتاب الثاني لسكانلون،"ينسج قصيدة فخمة ومنفتحة من 18 مقطعًا في 38 صفحة، تأخذ الأبيات القراء من شاطئ غير مستكشف إلى غرفة عائلية مزدحمة مليئة بالموسيقى وإلى ليلة هادئة مضاءة بضوء القمر. رُسمت الرسوم بشكل جميل بواسطة ماريا فرازي، التي فازت بجائزة كالديكوت الشرفية هذا العام عن كتابها زوجان من الأولاد يتمتعان بأفضل أسبوع على الإطلاق ، إنه نوع الكتاب الذي سيتم سحبه من الرف في وقت النوم مرارًا وتكرارًا ." أضاف باست أن الكتاب "قد يكون ... فقط جميلة جدًا على حساب قصة غير موجودة. 
حصل كتاب كل العالم على جائزة كالديكوت أونور لعام 2010 عن الرسوم التوضيحية لفرازي. 

## التكيف
اقتُبس من الكتاب فيلم رسوم متحركة قصير مدته ست دقائق،  رواه جوان وودوارد  وأخرجه جالين فوت،  أصدر بواسطة استوديوهات ويستون وودز في عام 2011. 